# Malmabergs IK
Malmabergs Idrott & Kultur är en idrottsförening som bildades 1955 i Västerås. Vid bildandet av föreningen och en tid därefter var de flesta medlemmar i åldrarna 11-14 år. Föreningen blev medlem i Riksidrottsförbundet i januari 1957 och blev den enda att göra detta med inga äldre medlemmar än 16 år. Totala antalet medlemmar var då omkring 100. Föreningen har haft sektioner för bland annat bandy, handboll, fotboll och innebandy, av vilka innebandysektionen fortfarande är aktiv. Föreningens första seniorlag i fotboll organiserades 1960 och bestod av både seniorer och juniorer. Laget spelade som bäst i Div 4, senast 1995. Innebandysektionen startades 1995 och herrseniorlaget spelar i allsvenskan medan damseniorerna spelar i division 3. Föreningen har också en skateboardhall som invigdes i december 2011.